# Parti populaire chrétien (îles Féroé)
Pour les articles homonymes, voir Parti populaire chrétien.
 (novembre 2015).
Si vous disposez d'ouvrages ou d'articles de référence ou si vous connaissez des sites web de qualité traitant du thème abordé ici, merci de compléter l'article en donnant les références utiles à sa vérifiabilité et en les liant à la section « Notes et références ».
Le Parti populaire chrétien (en féroïen : Kristiligi Fólkaflokkurin), également connu sous le nom de Parti du progrès ou Parti du progrès et de la pêche, est un ancien parti politique démocrate-chrétien des îles Féroé fondé en 1954.

## Historique
Entre 1954 et 1978, le parti est connu sous le nom de Parti du progrès mais en 1972, le Parti de la pêche fusionne avec lui devenant ainsi le Parti du progrès et de la pêche. Il obtient son meilleur score électoral avec 8,2 % des suffrages et 2 sièges lors des élections de 1980. Il participe au gouvernement entre 1985 et 1989.

### Élections au Løgting
| Année | %   | Sièges | Gouvernement                                 |
| ----- | --- | ------ | -------------------------------------------- |
| 1958  | 2,9 | 1 / 30 | Opposition                                   |
| 1962  | 4,4 | 1 / 29 | Opposition                                   |
| 1966  | 2,8 | 1 / 26 | Opposition                                   |
| 1970  | 3,5 | 1 / 26 | Opposition                                   |
| 1974  | 2,5 | 1 / 26 | Opposition                                   |
| 1978  | 6,1 | 2 / 32 | Opposition                                   |
| 1980  | 8,2 | 2 / 32 | Opposition                                   |
| 1984  | 5,8 | 2 / 32 | Atli Dam IV                                  |
| 1988  | 5,5 | 2 / 32 | Sundstein I (1989) et Opposition (1989-1990) |
| 1990  | 5,9 | 2 / 32 | Opposition                                   |
| 1994  | 6,3 | 2 / 32 | Opposition                                   |
| 1998  | 2,5 | 0 / 32 | Extra-parlementaire                          |

### Présidents
Présidents : 
- Niels Pauli Danielsen : ? -2000
- Kjartan Mohr : 1955-?

Les dirigeants parlementaires : 
- Lasse Klein : 1994-1998
- Tordur Niclasen : 1984-?
- Juul Jacobsen : 1978-1984
- Kjartan Mohr : 1958-1978